# Yeshiva University
La Università Yeshiva è un'università con sede a New York e sei campus a New York ed uno in Israele. Fondata nel 1886, è un'università di ricerca.
Le scuole pre-laurea dell'Università — il Collegio Yeshiva, il Collegio Femminile Stern e la Scuola Commerciale Syms — offrono un piano di studi doppio, ispirato alla filosofia ebraica hashkafa  dell'Ortodossia centrista dell'Ebraismo ortodosso moderno ("Torah e conoscenza secolare"), che combina l'istruzione accademica con lo studio della Torah. La Yeshiva è forse meglio conosciuta per le sue scuole laiche post laurea, altamente selettive: il "Collegio di Medicina Albert Einstein" e la "Scuola di Giurisprudenza Benjamin N. Cardozo".
L'Università Yeshiva è un istituto indipendente sussidiato dallo Stato di New York. L'Università è accreditata dalla Commission on Higher Education of the Middle States Association of Colleges and Schools. e da diverse agenzie didattiche professionali.